# Roman Lvovič Merklin
Roman Lvovič Merklin (rusky Роман Львович Мерклин; 11. srpna 1909, Orša – 15. února 1971, Moskva) byl ruský paleontolog.

## Život
V roce 1937 absolvoval biologickou fakultu Leningradské státní univerzity a nastoupil do Paleontologického ústavu Akademie věd SSSR, kde pracoval pod vedením Romana Fjodoroviče Gekkera. Po dobu druhé světové války se účastnil bojů. V roce 1945 se vrátil do Paleontologické ústavu, kde v roce 1948 obhájil kandidátskou práci. Účastnil se výzkumných expedic, v letech 1951 až 1967 vedl práce v Zakaspicku. Vyučoval paleontologii na několika vzdělávacích institucích.

## Vědecká činnost
Předmětem jeho výzkumu byli miocenní mlži. Podílel se na asi 80 publikacích, z toho 6 monografiích.